# Aeroportul Severodonețk
Aeroportul Severodonețk (IATA: SEV, ICAO: UKCS) este un aeroport din Regiunea Luhansk, Ucraina.
Situat la o altitudine de 72 m, aeroportul dispune de o singură pistă.